# SH2结构域
SH2结构域（英語：Src Homology 2 domain，Src同源2结构域）是癌蛋白Src以及许多其它细胞内信号转导蛋白上的一个保守的结构域。那些含SH2结构域的蛋白质可以对接到其它蛋白中的磷酸化酪氨酸残基上。SH2结构域往往存在于帮助受体酪氨酸激酶通路信号转导的衔接蛋白中。

## 介绍
蛋白质-蛋白质互作在细胞生长与发育过程中起到重要的作用。作为蛋白质亚单位的模块化的结构域通过识别短肽序列的方式调控这些蛋白质互作。SH2结构域就是比较著名的结构域之一。SH2结构域在细胞通讯之中起到了重要作用。这一结构域长约100个氨基酸，存在于111种人体蛋白质中。究其结构，该结构域包含两股α螺旋及七股β链。研究显示其与磷酸化的酪氨酸残基有较高的亲和力且已知其可以识别一段模体肽链中3～6个氨基酸序列。

## 结合与磷酸化
SH2结构域通常结合到靶蛋白中较长肽基序中的磷酸化酪氨酸残基上，SH2结构域代表了最大一类已知磷酸酪氨酸识别结构域。
蛋白质中的磷酸化酪氨酸残基往往存在于信号转导通路中，这一信号由酪氨酸激酶产生。通过这种方式，由酪氨酸激酶所致的底物磷酸化行使了开关的作用，诱发含SH2结构域的蛋白结合上来。结合到SH2结构域上的多种含酪氨酸的短线性基序在多种高等真核生物间都很保守。在真核生物进化过程中，酪氨酸激酶与SH2结构域同时出现，证明了它们之间的紧密联系性。

## 多样性
SH2结构域并不存在于单细胞的酵母之中，而存在于单细胞生物与多细胞的动物之间的边缘生物中，如社会性变形虫盘基网柄菌。
前人做过详尽的对人类及小鼠中SH2结构域的生物信息学检测，发现人类基因组编码出的115种蛋白质中包含了120个SH2结构域，这意味着SH2结构域的进化速度很快。
现已解析出大量SH2结构域的结构，亦构建出敲除含SH2结构域的那些蛋白质的基因敲除鼠。可在这个网站上找到这些敲除小鼠的信息。

## 功能
SH2结构域的功能是特异性识别酪氨酸残基的磷酸化状态，从而使包含SH2结构域的蛋白质可以定位到其它蛋白的磷酸化酪氨酸位点上。这一过程构成了信号穿过细胞膜转导入细胞的基本事件，细胞外空间的信号被受体“感知”，继而在胞内空间转化为另一种化学形式，如磷酸化的酪氨酸。酪氨酸的磷酸化状态激活了串联的蛋白-蛋白交互作用，其中包含SH2结构域的蛋白质被召集到磷酸化酪氨酸位点上。这一过程激活了一系列最终导致基因表达改变等细胞响应下游事件。
最初是在癌蛋白Src与Fps之中鉴定出了SH2结构域，该结构域长度约为100个氨基酸残基。通过序列特异性及严格依赖磷酸化的方式与包含磷酸酪氨酸的靶肽段结合，从而行使胞内信号调控模块的功能。

## 例子
蛋白质中包括SH2结构域的人类基因有：
- ABL1、ABL2
- BCAR3、BLK、BLNK、BMX、BTK
- CHN2、CISH、CRK、CRKL、CSK
- DAPP1
- FER、FES、FGR、FRK、FYN
- GRAP、GRAP2、GRB10、GRB14、GRB2、GRB7
- HCK、HSH2D
- INPP5D、INPPL1、ITK、 JAK2、LCK、LCP2、LYN
- MATK、NCK1、NCK2
- PIK3R1、PIK3R2、PIK3R3、PLCG1、PLCG2、PTK6、PTPN11、PTPN6、RASA1
- SH2B1、SH2B2、SH2B3、SH2D1A、SH2D1B、SH2D2A、SH2D3A、SH2D3C、SH2D4A、SH2D4B、SH2D5、SH2D6、SH3BP2、SHB、SHC1、SHC3、SHC4、SHD、SHE
- SLA、SLA2
- SOCS1、SOCS2、SOCS3、SOCS4、SOCS5、SOCS6、SOCS7
- SRC、SRMS
- STAT1、STAT2、STAT3、STAT4、STAT5A、STAT5B、STAT6
- SUPT6H、SYK
- TEC、TENC1、TNS、TNS1、TNS3、TNS4、TXK
- VAV1、VAV2、VAV3
- YES1、 ZAP70